# 3-Metil-1-butanotiol
3-Metil-1-butanotiol,  também chamado de isoamiltiol, isopentiltiol,  isopentanotiol ou isopentil mercaptano, é um composto orgânico de fórmula C5H12S, classificado com o número CAS 541-31-1, de massa molecular 104.21. Possui ponto de ebulição de 120 °C, densidade de 0,835 g/mL a 25 °C e pressão de vapor de 41,4 mm Hg a 37.7 °C.